# Empire-Cadet-Klasse
Die Empire-Cadet-Klasse (auch Empire-Cadet-Typ genannt) war eine im Zweiten Weltkrieg in Großbritannien gebaute Serie von Küstentankern. Sie zählen zur Gruppe der Empire-Schiffe.

## Beschreibung
Die 1933 auf der Werft Blythswood Shipbuilding Company in Scotstoun gebaute Pass of Balmaha der Reederei Bulk Oil Steamship Company lieferte als Typschiff der Baureihe die Pläne des Empire-Cadet-Entwurfs. Die Schiffe waren als reine Küstentanker in Einhüllenbauweise und einer Länge von 61,57 Metern ausgelegt. Die Schiffe hatten eine Back, ein tief herabgezogenes Hauptdeck und ein ganz achtern über dem Maschinenraum angeordnetes Deckshaus, dem sich eine kurze tiefe Poop mit Spiegelheck anschloss. Die Tanker hatten ein weit vorne angeordnetes Manifold mit zwei Ladebäumen am Hauptmast. Als Antriebsanlage diente jeweils eine Dampfmaschine. Die Bauserie von 23 Einheiten wurde von vier Werften durchgeführt und erstreckte sich von 1941 bis 1945. Darauf aufbauend entstanden in Goole drei weitere Einheiten als Prototypen des TED- und TES-Typs, deren Brückenaufbauten mittschiffs lagen.

## Die Schiffe
| Empire-Cadet-Klasse | Empire-Cadet-Klasse | Empire-Cadet-Klasse | Empire-Cadet-Klasse | Empire-Cadet-Klasse                                                                                              |
| Bauname             | Bauwerft/Baunummer  | IMO-Nummer          | Ablieferung         | Spätere Namen und Verbleib                                                                                       |
| ------------------- | ------------------- | ------------------- | ------------------- | --- |
| Empire Bairn        | Blythswood/-        | -                   | 1941                | 1948 Chilka |
| Empire Lass         | Grangemouth/-       | -                   | 1941                | - |
| Empire Boy          | Goole/-             | -                   | 1941                | - |
| Empire Arthur       | Grangemouth/-       | -                   | 1942                | - |
| Empire Cadet        | Grangemouth/-       | -                   | 1942                | - |
| Empire Damsel       | Grangemouth/-       | -                   | 1942                | - |
| Empire Gawain       | Grangemouth/-       | -                   | 1942                | - |
| Empire Gypsy        | Inglis/-            | -                   | 1942                | - |
| Empire Maiden       | Inglis/-            | -                   | 1942                | - |
| Empire Harp         | Goole/-             | 5031212             | 1942                | 1948 Anis, 1954 Authenticity, 1966, Petrola 1, im Juli 1984 bei Eleusis Shipbreakers in Aspropyrgos verschrottet |
| Empire Harbour      | Grangemouth/-       | -                   | 1943                | - |
| Empire Settler      | Grangemouth/-       | -                   | 1943                | - |
| Empire Wrestler     | Grangemouth/-       | -                   | 1943                | - |
| Empire Coppice      | Inglis/-            | -                   | 1943                | - |
| Empire Fay          | Inglis/-            | -                   | 1943                | - |
| Empire Harvest      | Inglis/-            | -                   | 1943                | - |
| Empire Faun         | Goole/-             | -                   | 1943                | - |
| Empire Drury        | Grangemouth/-       | -                   | 1944                | - |
| Empire Mull         | Grangemouth/-       | -                   | 1944                | - |
| Empire Trotwood     | Grangemouth/-       | -                   | 1944                | - |
| Empire Bute         | Inglis/-            | -                   | 1944                | - |
| Empire Dombey       | Inglis/-            | -                   | 1944                | - |
| Empire Jura         | Inglis/-            | -                   | 1944                | - |
| Empire Tavistock    | Grangemouth/-       | -                   | 1945                | - |
| Empire Orkney       | Inglis/-            | -                   | 1945                | - |
| Empire Shetland     | Inglis/-            | -                   | 1945                | - |
| Daten:              |                     |                     |                     | |